# Skolfam
Skolfam är en arbetsmodell som syftar till att stärka skolresultat för barn i familjehem.

## Bakgrund
Barn som omhändertas av samhället för att växa upp i familjehem, har som grupp sämre skolresultat jämfört med alla barn. Denna grupp av barn har markant högre risker för problem senare i livet, som exempelvis missbruk, kriminalitet, oönskade graviditeter i tonåren, och suicidförsök. Det är en nästan tiofaldig överrisk för att barn som växer upp i familjehem ska vara helt eller delvis beroende av försörjningsstöd som unga vuxna. Risken för att 18-åringar i samhällsvård ska ha sökt vård för psykisk ohälsa eller varit utsatt för allvarliga sexuella övergrepp är fyra gånger högre jämfört med 18-åringar i föräldrars vård. Det är ett stort humant lidande och dessutom en stor ekonomisk börda för samhället. Förutsättningarna för goda skolresultat är sämre för barn i samhällsvård . Omvänt gäller att om barn i familjehem lyckas i skolan, halveras överriskerna för problem senare i livet. Förutsättningarna för att lyckas i skolan går också att påverka positivt . Den logiska slutsatsen av detta är alltså att såväl barnen själva, som samhället, har mycket att vinna på att barn i familjehem lyckas i skolan. Det är bakgrunden till varför Skolfam skapades.

## Historia
Skolfam startade som ett projekt i Helsingborgs stad 2005. Med stöd av forskare inom psykologi och socialt arbete utvecklade personal från kommunens socialtjänst och elevhälsa arbetsmodellen. Resultaten vid utvärderingen 2008 blev mycket positiva och modellen blev permanent .
Arbetsmodellen fick uppmärksamhet och replikerades i Norrköping 2008 - 2011 . Parallellt startade flera andra kommuner och stadsdelar egna Skolfamprojekt eller permanenta verksamheter baserade på samma standardiserade förfaringssätt som i Helsingborg. För en aktuell förteckning över vilka kommuner som arbetar enligt modellen, se Skolfams webbsida 

## Metodik och grundprinciper
Skolfams metodik går grovt sett till på samma sätt som en vetenskaplig studie, med en inledande kartläggning av förutsättningarna för lärande i skolan, följt av individuellt anpassade insatser under två till tre år, varefter man gör samma kartläggning en gång till för att kunna mäta effekt av insatserna. Kartläggningen görs professionsövergripande av specialpedagog (svenska och matematik), socialsekreterare (barnets sociala "läge", historik och framtidsplaner), samt psykolog (intellektuell begåvning, psykiskt mående, adaptiva färdigheter och relation till lärare). Kartläggningen tar en till två dagar och mynnar ut i en plan som tas fram gemensamt med skola och familjehem. Planen följs upp med regelbundna möten i skolan där elevens kunskapsutveckling bedöms och möjlighet till konsultation finns. Efter den andra kartläggningen fortsätter uppföljningen regelbundet tills eleven slutar grundskolan, om allt går som det ska med behörighet till gymnasieskolan.
En av grundprinciperna är prevention, vilket i fallet Skolfam innebär att urvalet av barn görs med kriteriet att de är placerade i familjehem med en långsiktig vårdplan och vid starten av Skolfam går i förskoleklass upp till årskurs 7. Ingen hänsyn tas till redan kända eventuella styrkor eller svårigheter i skolan, eller andra redan kända faktorer. Skolfam ersätter inte övrigt stöd från sjukvård, socialtjänst eller skola som ska ges vid upptäckta behov, utan istället baseras urvalet till Skolfam på just tillhörigheten till riskgruppen "barn i familjehem".
En annan grundprincip är samverkan. I Skolfam samverkar psykolog, specialpedagog och socialsekreterare med varandra över professionsgränser för att få en så allsidig förståelse av barnets behov och förtjänster som möjligt. Det är också ett arbete i samverkan mellan skola och socialtjänst i kommuner och stadsdelar där Skolfam finns. I vissa fall är det också samverkan mellan grannkommuner, som delar på personalresurser. Den här typen av samverkan förutsätter att det finns överenskommelser om att internt dela information om barnet som normalt skyddas av sekretess. I Skolfam görs det genom att vårdnadshavare får lämna skriftligt samtycke, om barnet är placerat med stöd av Socialtjänstlagen.
En tredje grundprincip är mätbarhet. I Skolfam används tester och frågeformulär som är åldersnormerade med standardskala under kartläggningarna. Det gör att barnets förutsättningar kan bedömas så objektivt som möjligt i jämförelse med genomsnittet för barn i samma ålder. Kartläggningen upprepas också efter två till tre år efter den första kartläggningen, vilket gör det möjligt att bedöma effekten av insatserna däremellan. Syftet med den första kartläggningen är att ta reda på elevens förutsättningar för goda skolresultat. Man bedömer såväl styrkor som eventuella svårigheter och kunskapsluckor. Syftet med den andra kartläggningen är främst att motivera eleven genom att bekräfta framgångarna och ge en rimlig förklaring till eventuella resultat som inte förbättrats. Den andra kartläggningen görs också för att kvalitetssäkra den enskilde elevens utveckling och sammantaget flera skolfamelevers utveckling som hör till ett Skolfamteam. Det blir på så vis ett sätt att tydliggöra de vuxnas ansvar för elevens utveckling.

## Organisation och stöd
De kommuner som arbetar enligt arbetsmodellen Skolfam har organiserat sig i ett gemensamt intressenätverk. Detta nätverk är indelat i fyra regioner: Norr, Ost, Väst och Syd. Man har i varje region gemensamma regionala möten där medarbetare kan stödja och utbyta erfarenheter med varandra. Man samlas dessutom i nationella möten, i gemensamma utbildningar och nationella konferenser. Nätverket leds av en styrgrupp, med representanter från varje region, samt från Stiftelsen Allmänna Barnhuset.
Arbetet i Skolfam stöds av Stiftelsen Allmänna Barnhuset, som sedan 2008 medverkat i lokala projekt, upplåtit konferensanläggningar och möteslokaler, externt riktad webbplats och intern projektarbetsplats, grafisk profil, styrdokument samt sedan 2013 tillhandahållit en tjänst som nationell samordnare.

## Resultat
Varje år efter skolavslutningen genomförs en enkätundersökning till de kommuner som ingår i Skolfams nätverk. Den senaste i augusti 2021 besvarades av 38 Skolfamteam från 20 kommuner och här följer ett urval av data: 
Totalt 1298 barn hade sedan starten 2005 genomgått den första kartläggningen i någon av dessa kommuner. Av dem hade 708 även genomgått den andra kartläggningen, som genomförs 2 - 3 år efter den första. 721 barn var utvalda att ingå i Skolfam, men hade ännu inte påbörjat.

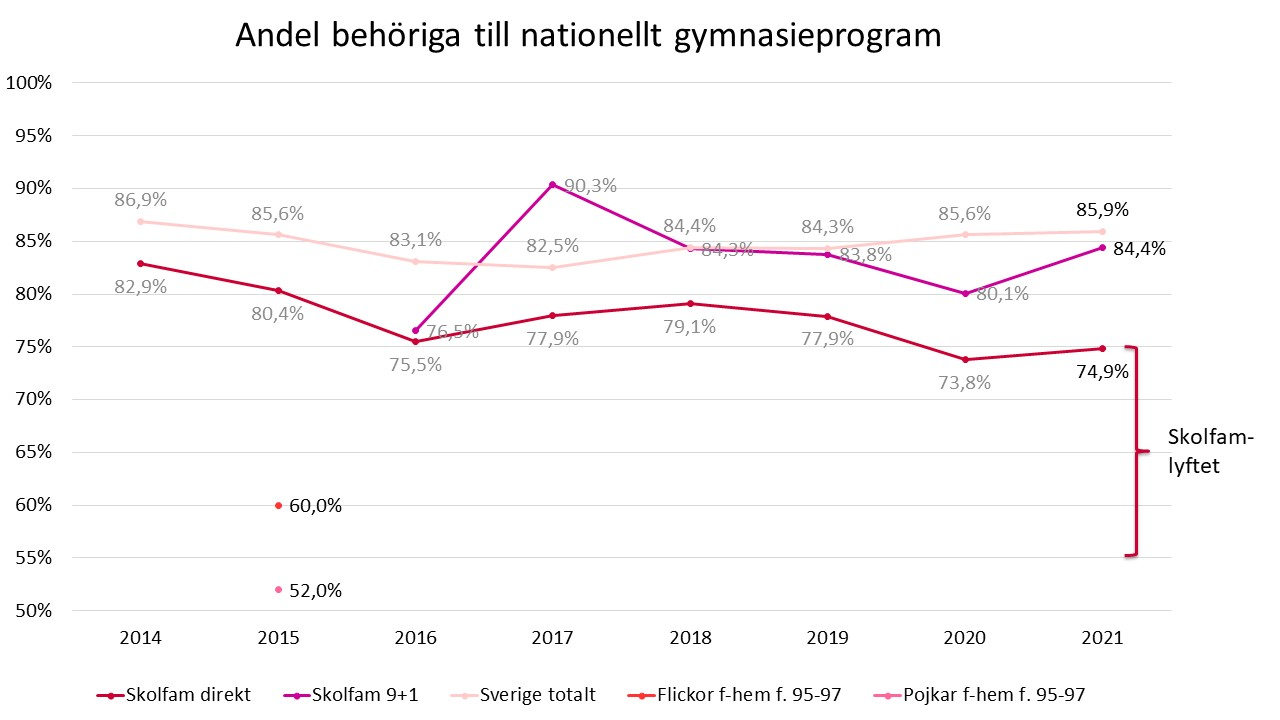
Behöriga från Skolfam till gymnasiet 2021 i relation till behöriga ur hela populationen 2021 (Skolverket) och familjehemsplacerade flickor/pojkar i Socialstyrelsens lägesrapport 2016.

Sedan starten 2005 hade 346 barn genomgått Skolfam och grundskolan. 
Av dessa, var 259 behöriga till gymnasiets nationella program direkt efter avslutning år 9, vilket motsvarar 75 %. Ytterligare 33 var behöriga ett år efter avslutning år 9. 
I jämförelse med alla barn i Sverige är motsvarande kvot 86 % 
I jämförelse med barn i samhällsvård är motsvarande kvot 52 % för pojkar och 60 % för flickor . 
Skolfams resultat går även att mäta i samhällsekonomiska mått och i mått av livsvalité, så kallade QALY (kvalitetsjusterade levnadsår). En utvärdering av de lokala hälsoekonomiska effekterna av Skolfam i Norrköpings kommun har genomförts av forskarna Lars Bernfort och Martina Lundqvist vid Avdelningen för hälso- och sjukvårdsanalys, Linköpings Universitet 
Slutsatserna är att Skolfam är samhällsekonomiskt lönsamt på såväl kort sikt (5år), som (åtminstone preliminärt) på lång sikt och medför en ökad livskvalité.

## Implementering i Sverige
De senaste uppgifterna från Socialstyrelsens placeringsregister  visar att det fanns 7 284 barn i familjehem i åldrarna 7 – 14 år någon gång under 2020. I Skolfam 2021 är 716 barn aktiva i insatsen, vilket innebär att knappt 10 % av målgruppen omfattas. Vid slutet av 2021 finns Skolfam i 20 av Sveriges 290 kommuner, inte i någon av de 186 befolkningsmässigt minsta.
För att organisera arbetet rationellt behövs ett underlag om ca 20 barn i familjehem med en långsiktig vårdplan i åldrarna 6 till 13 år när insatsen startar. Det innebär att mindre kommuner behöver samverka om gemensamma team för att organisera arbetet rationellt, vilket har gjorts i två regioner tidigare.
Stiftelsen Allmänna Barnhuset söker aktivt efter kommuner som skulle vilja etablera Skolfam i en mellankommunal samverkan. Antingen som ett arbete inom det kommunala uppdraget med skola och socialtjänst, eller med region/landsting som samverkanspart med ett utvidgat arbete där även hälso- och sjukvård ingår.